# Gare de Balegem-Village
La gare de Balegem-Village (station Balegem-Dorp en néerlandais) est une gare ferroviaire belge de la ligne 122 de Melle à Grammont située à Balegem dans la commune d'Oosterzele en région flamande dans la Province de Flandre-Orientale.
C’est une halte voyageurs de la Société nationale des chemins de fer belges (SNCB) desservie par des trains Suburbains (S52) et d’Heure de pointe (P).

## Situation ferroviaire
Située au point kilométrique (PK) 8,9 de la ligne 122 de Melle à Grammont, elle est établie entre les gares ouvertes de Balegem-Sud et de Scheldewindeke.

## Histoire
Un bâtiment de plan type 1893 a été construit à Balegem-Dorp, il est désormais reconverti en habitation.

## Service des voyageurs

### Accueil
Halte SNCB, c'est un point d'arrêt non gardé (PANG), à accès libre. Elle dispose de deux quais en gravier. La traversée se fait par le passage à niveau.

### Desserte
Balegem-Dorp est desservie par des trains Suburbains (S52) et Heure de pointe (P) de la SNCB (voir brochure SNCB de la ligne 122).
En semaine, la desserte est constituée de trains S52 entre Gand-Saint-Pierre et Grammont, circulant toutes les heures, renforcés par :
- deux trains P entre Renaix et Grammont (le matin, retour l’après-midi) ;
- un train P entre Grammont et Audenarde (le matin, retour l’après-midi).

Les week-ends et jours fériés, la gare est uniquement desservie par des trains S52 entre Gand-Saint-Pierre et Grammont.

Installations
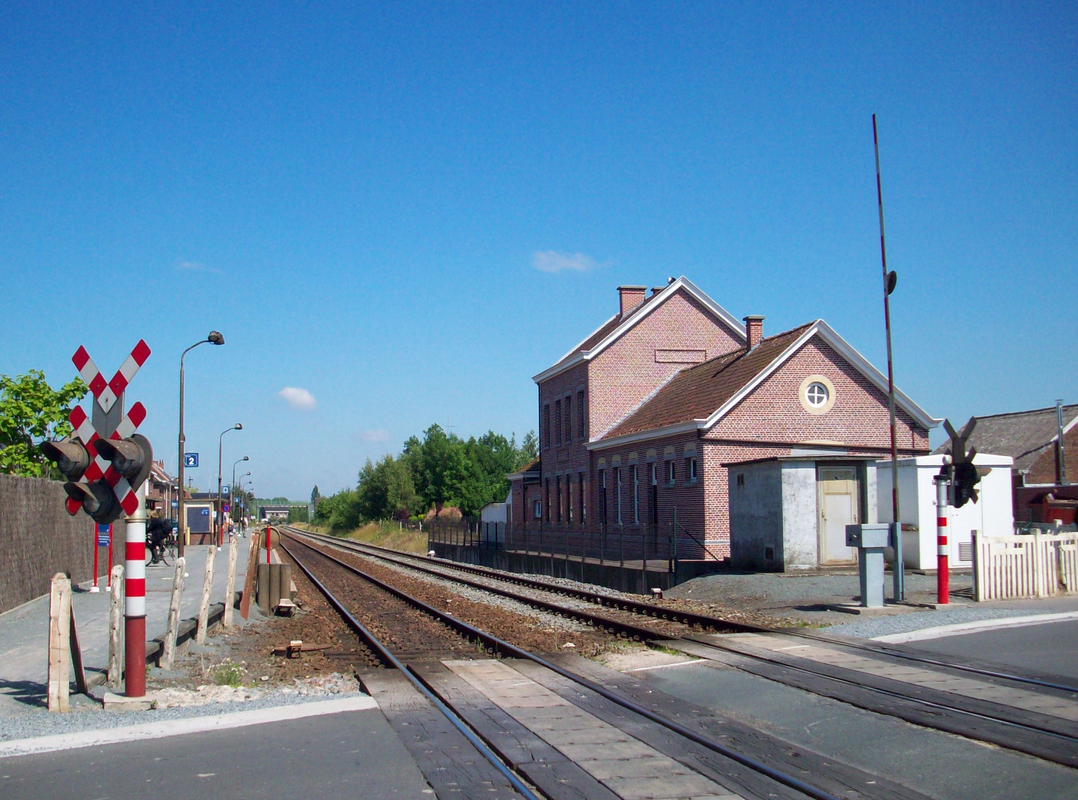
Le bâtiment est désormais à l'écart des voies.
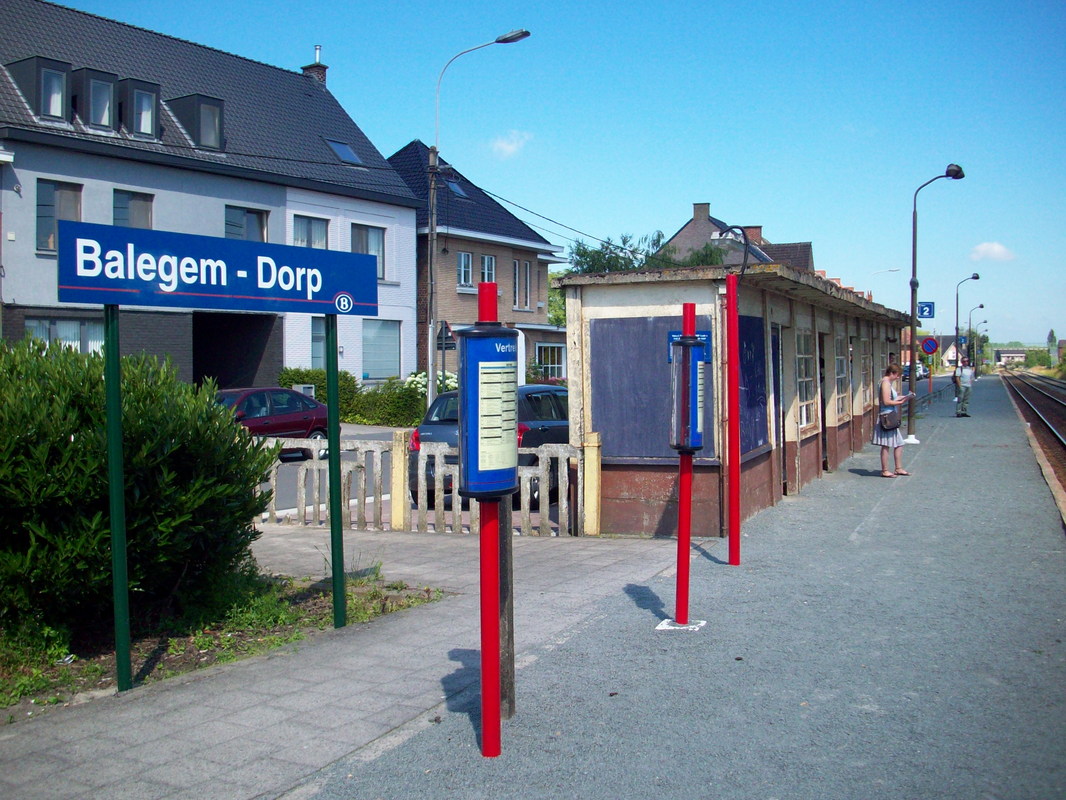
Ancien abri de quai, voie 2.
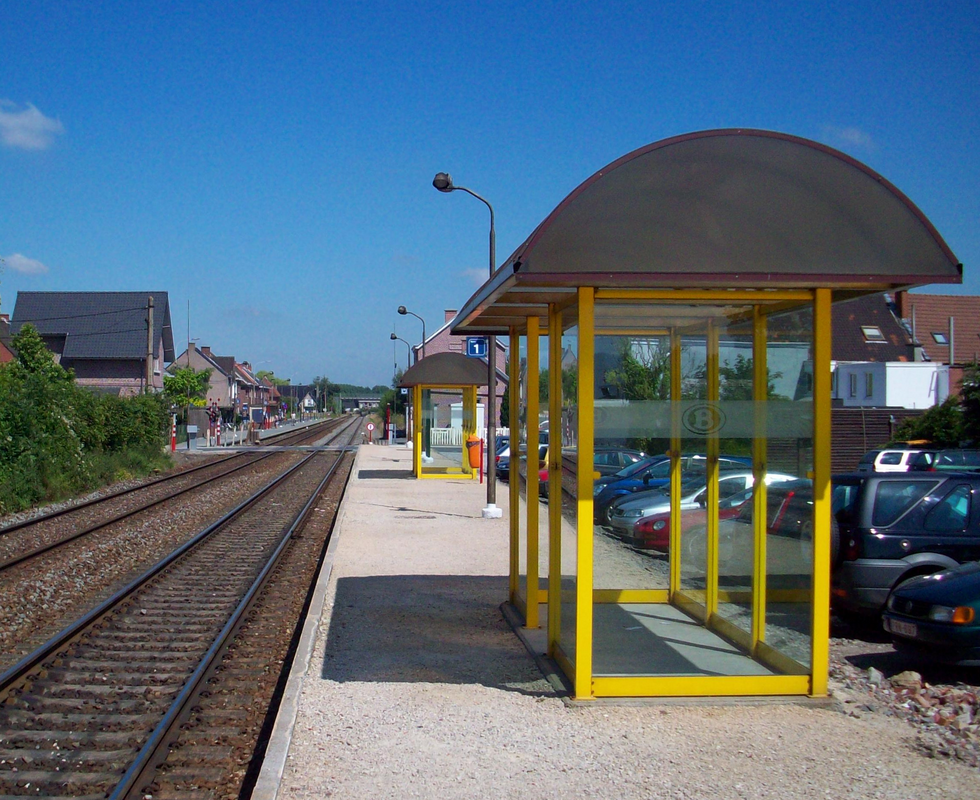
Nouveaux abris de quais, voie 1.

## Comptage voyageurs
Ce graphique et tableau montre le nombre de voyageurs embarquant en moyenne durant la semaine, le samedi et le dimanche.
| Nombre de passagers qui embarquent à la gare de Balegem-Village | Nombre de passagers qui embarquent à la gare de Balegem-Village | Nombre de passagers qui embarquent à la gare de Balegem-Village | Nombre de passagers qui embarquent à la gare de Balegem-Village |
|                                                                 | Semaine                                                         | Samedi                                                          | Dimanche                                                        |
| --------------------------------------------------------------- | --------------------------------------------------------------- | --------------------------------------------------------------- | --------------------------------------------------------------- |
| 1977                                                            | 389                                                             | 36                                                              | 36                                                              |
| 1978                                                            | 315                                                             | 32                                                              | 24                                                              |
| 1979                                                            | 440                                                             | 54                                                              | 33                                                              |
| 1980                                                            | 401                                                             | 36                                                              | 44                                                              |
| 1981                                                            | 370                                                             | 41                                                              | 55                                                              |
| 1982                                                            | 396                                                             | 22                                                              | 22                                                              |
| 1983                                                            | 376                                                             | 39                                                              | 29                                                              |
| 1984                                                            | 354                                                             | 43                                                              | 48                                                              |
| 1985                                                            | 340                                                             | 23                                                              | 50                                                              |
| 1986                                                            | 281                                                             | 33                                                              | 28                                                              |
| 1987                                                            | 340                                                             | 29                                                              | 26                                                              |
| 1988                                                            | 338                                                             | 60                                                              | 59                                                              |
| 1989                                                            | 364                                                             | 47                                                              | 38                                                              |
| 1990                                                            | 367                                                             | 34                                                              | 34                                                              |
| 1991                                                            | 286                                                             | 52                                                              | 27                                                              |
| 1992                                                            | 330                                                             | 48                                                              | 41                                                              |
| 1993                                                            | 310                                                             | 57                                                              | 35                                                              |
| 1994                                                            | 289                                                             | 60                                                              | 55                                                              |
| 1995                                                            | 288                                                             | 42                                                              | 37                                                              |
| 1996                                                            | 306                                                             | 39                                                              | 43                                                              |
| 1997                                                            | 302                                                             | 60                                                              | 44                                                              |
| 1998                                                            | 380                                                             | 62                                                              | 50                                                              |
| 1999                                                            | 315                                                             | 65                                                              | 34                                                              |
| 2000                                                            | 247                                                             | 36                                                              | 31                                                              |
| 2001                                                            | 265                                                             | 52                                                              | 38                                                              |
| 2002                                                            | 278                                                             | 20                                                              | 20                                                              |
| 2003                                                            | 286                                                             | 72                                                              | 48                                                              |
| 2004                                                            | 303                                                             | 48                                                              | 42                                                              |
| 2005                                                            | 297                                                             | 73                                                              | 104                                                             |
| 2006                                                            | 280                                                             | 75                                                              | 64                                                              |
| 2007                                                            | 263                                                             | 82                                                              | 87                                                              |
| 2008                                                            | -                                                               | -                                                               | -                                                               |
| 2009                                                            | 343                                                             | 90                                                              | 71                                                              |
| 2010                                                            | -                                                               | -                                                               | -                                                               |
| 2011                                                            | -                                                               | -                                                               | -                                                               |
| 2012                                                            | 316                                                             | 95                                                              | 70                                                              |
| 2013                                                            | 349                                                             | 85                                                              | 51                                                              |
| 2014                                                            | 342                                                             | 61                                                              | 60                                                              |
| 2015                                                            | 243                                                             | 70                                                              | 50                                                              |
| 2016                                                            | 306                                                             | 66                                                              | 65                                                              |
| 2017                                                            | 297                                                             | 85                                                              | 83                                                              |
| 2018                                                            | 284                                                             | 82                                                              | 78                                                              |
| 2019                                                            | 291                                                             | 74                                                              | 72                                                              |
| 2020                                                            | 165                                                             | 42                                                              | 33                                                              |
| 2021                                                            | -                                                               | -                                                               | -                                                               |
| 2022                                                            | 224                                                             | 73                                                              | 66                                                              |
| 2023                                                            | 273                                                             | 80                                                              | 54                                                              |
| 2024                                                            | 276                                                             | 57                                                              | 55                                                              |